# Рождествено (Калінінський район)
Рождествено (рос. Рождествено) — село в Калінінському районі Тверської області Російської Федерації.
Населення становить 411 осіб. Входить до складу муніципального утворення Каблуковське сільське поселення.

## Історія
Від 2005 року входить до складу муніципального утворення Каблуковське сільське поселення.

## Населення
| 1859 | 1887 | 1897 | 1939 | 1997 | 2002 | 2010 |
| ---- | ---- | ---- | ---- | ---- | ---- | ---- |
| 661  | ↘610 | ↘564 | ↗607 | ↗610 | ↘500 | ↘411 |